# Кіцканський плацдарм
Кіцканський плацдарм (також Копанський плацдарм) утримувався радянськими військами 3-го Українського фронту (командував генерал Родіон Малиновський) на західному березі річки Дністер поблизу села Кіцкань, що біля Тирасполя, був зайнятий в часі Одеської наступальної операції.

## Загальні дані
До вечора 11 квітня 28-ма гвардійська Харківська стрілецька дивізія виходить до Дністра біля села Карагаш та того ж дня починають форсування, румунські війська майже не здійснювали спротиву.
У ніч на 12 квітня радянські війська вибили сили противника з-під Тирасполя, того ж дня підрозділи 6-го та 82-го стрілецьких корпусів (генерал Павло Кузнецов) — 28-а (керував генерал Георгій Чурмаєв), 92-а (полковник Митрофан Матвеєв) та 188-а стрілецькі дивізії (полковник Сергій Сенін) — отримують наказ форсувати Дністер та закріпитися на західному березі; першим переправився 573-й полк. У подальших боях було зайнято Меренешть і Тернівку.
Протягом дня з німецькими силами на Кіцканських висотах бої вели 28-ї дивізії, яким на підмогу прибувають частини 188-ї дивізії — марш-кидком з-під Тирасполя. Ближче до півночі 4 радянські піхотні полки займали панівні висоти біля Кіцкан, німецькі частини відступають через плавні озера Ботна на Хаджімус та в місцевість Финтина Маску. Командир гармати старшина Анатолій Вікторович Муравицький у тих боях розстрілював німецькі танки та позбавив життя понад 30 нацистів; був нагороджений орденом Червоної Зірки — бої за Бендери.
14 квітня 1944 року частини радянської 37-ї армії, котрими керував генерал Михайло Шарохін, з боєм форсують Дністер. З тягом часу зайнятий ними плацдарм сягнув 18 кілометрів по фронту та вглиб до 6-10 км, загальною площею близько 150 кілометрів квадратних.
25 квітня з плацдарму проводилися наступальні дії в напрямі Бендер; в часі боїв з 25 по 26 квітня поранених червоноармійців було не менше 426.
До 27 квітня радянські сили атакували противника в боях за укріплення плацдарму. Бої за утримання плацдарму тривали понад 4 місяці. Радянські підрозділи укріпили його інженерними спорудами — траншей було вирито понад 200 кілометрів, причому передові знаходилися лише за 50-100 метрів від траншей супротивника. Це дозволило до початку другої Яссько-Кишинівської операції, що тривала в часі з 20-го по 29 серпня 1944 року, розмістити на ньому 5 стрілецьких корпусів, 1 механізований корпус, 51 артилерійський полк та до 30 спеціальних частин Другого та Третього Українського фронтів — тільки гармат та мінометів було понад 3000.
Бої за розширення плацдарму тривали до кінця травня, до цього часу було зайнято низовину до залізниці Бендери — Каушани та східна частина села Плавні; все літо велися позиційні бої.
З Кіцканського плацдарму в часі наступу було завдано удару по силах противника частинами Третього Українського фронту, котрим із травня 1944 року керував генерал Федір Толбухін. 20 серпня після загального наступу глибина просування склала 10-16 кілометрів на фронті до 11 кілометрів, де їм протистояли 2 румунські та 1 німецька піхотні дивізії — при чому першими серед радянських частин йшли «штрафні батальйони». Під селом Копанка брала участь у боях 10-а повітряно-десантна дивізія.
В ніч на 21 серпня нацистські сили під Кіцканами отримують підкріплення, проти них наступали дивізії 68-го стрілецького корпусу (командував генерал Микола Шкодунович) — 92-га (генерал Аполлон Крузе), 113-та та 223-тя (полковник Петро Татарчевський).
В братських могилах у Кіцканах знаходяться поховання понад 1480 радянських бійців, селі Копанка — близько 1700. Велику роботу по збереженню пам'яті здійснив колишній командир полку 28-ї дивізії полковник Василь Орєхов.

## Вшанування

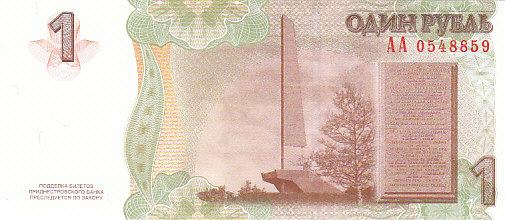
Обеліск бойової Слави на Кіцканському плацдармі на придністровському рублі 2007 року

13 квітня 1944 року майор Романенко Андрій Федорович підняв підрозділ у атаку, в ході якої сам загинув, йому присвоєне звання Героя СРСР посмертно.
Вдостоєний звання Героя СРСР був і снайпер 44-го стрілецького полку Сохін Михайло Степанович — він в часі боїв за плацдарм застрелив близько 50 німецьких вояків.
7 травня 1975 року в Кіцканах було відкрито Музей бойової слави.
На придністровській купюрі 2000 року вартістю 1 рубль зображено обеліск бойової слави Кіцканського плацдарму — архітектор Семен Шойхет.
Командир 1-го батальйону 89-го гвардійського стрілецького полку — котрий першим увірвався до Кіцкан — Володимир Антонович Шиковець був пойменований почесним громадянином Кіцкан. Цього ж звання в 1969 році вдостоївся підполковник Алісимчик Йосип Іванович — начальник штабу 93-ї стрілецької дивізії.